# Cyrtopodion rohtasfortai
Espèce
Synonymes
- Tenuidactylus rohtasforti Khan & Tasnim, 1990

Cyrtopodion rohtasfortai est une espèce de geckos de la famille des Gekkonidae.

## Répartition
Cette espèce est endémique du Pakistan. Elle se rencontre au Punjab et en Azad Cachemire.

## Publication originale
- Khan & Tasnim, 1990 : A new gecko of the genus Tenuidactylus from northeastern Punjab, Pakistan, and southwestern Azad Kashmir. Herpetologica, vol. 46, n. 2, p. 142-148.